# 34-та окрема авіаційна ескадрилья безпілотних авіаційних комплексів (Україна)
34-та окрема авіаційна ескадрилья безпілотних авіаційних комплексів імені полковника Руслана Тюха (34 ОАЕБпАК) — військове формування Повітряних Сил Збройних Сил України у складі 383-ї окремої бригади безпілотних авіаційних комплексів

## Назва
Відповідно до Указу №478/2023 від 5 серпня, з метою увічнення пам'яті офіцера, який зробив вагомий внесок у розвиток безпілотної розвідувально-ударної авіації Повітряних Сил ЗСУ, а також за мужність та героїзм, виявлені під час захисту України, зважаючи на зразкове виконання завдань, 34-й окремій авіаескадрильї БпАК 383-ї окремої бригади БпАК ПС ЗСУ присвоєне ім'я полковника Руслана Тюха.